# David Vázquez González
David Vázquez González, més conegut com a Chapi, és un futbolista gallec. Va nàixer a La Corunya el 12 d'abril de 1985. Ocupa la posició de defensa.
Format al planter del Deportivo de La Corunya, arriba a debutar amb el primer equip a la màxima categoria. L'estiu del 2009 marxa a la SD Compostela.